# Marshall Brickman
Marshall Brickman (25. srpna 1939, Rio de Janeiro - 29. listopadu 2024, New York) byl americký scenárista.
Narodil se do americké židovské rodiny v Riu de Janeiru. V letech 1962 až 1965 byl členem vokální skupiny The Tarriers a později krátce působil v kapele The New Journeymen. Poté působil jako scenárista pro televizní pořady, například Candid Camera a The Tonight Show. V té době se seznámil s Woodym Allenem, s nímž později spolupracoval na čtyřech filmových scénářích – Spáč (1973), Annie Hallová (1977), Manhattan (1979) a Tajemná vražda na Manhattanu (1993). Dále napsal scénáře k filmům Vražedné hry (1986), Křižovatka (1994) a Jersey Boys (2014). Poslední jmenovaný byl natočen podle stejnojmenné knihy, kterou rovněž napsal Brickman.